# EQ Водолея
EQ Водолея (лат. EQ Aquarii), HD 217932 — одиночная переменная звезда в созвездии Водолея на расстоянии приблизительно 2052 световых лет (около 629 парсеков) от Солнца. Видимая звёздная величина звезды — от +9,9m до +9,1m.

## Характеристики
EQ Водолея — красная пульсирующая полуправильная переменная звезда типа SRB (SRB) спектрального класса M3/M4. Эффективная температура — около 3390 К.